# Ілля Ярославич
Ілля́ Яросла́вич  (д.-рус. Ильꙗ Ꙗросла́вицъ; ? — 1020) — князь новгородський (1019—1020). Представник династії Рюриковичів. Син великого київського князя Ярослава Мудрого і його першої дружини Анни.

## Біографія
Ілля згадується лише в Новгородському літописі молодшого ізводу: «А се по святомъ крещении, о княжении киевьстѣмъ…» перед посадником Костянтином Добриничем і князем Володимиром Ярославичем:

И родися у Ярослава сынъ Илья, и посади в Новѣгородѣ, и умре. И потомъ разгнѣвася Ярославъ на Коснятина, и заточи и; а сына своего Володимира посади в Новѣгородѣ.

І родився в Ярослава син Ілля, і посади в Новгороді й умер. І потім розгнівався Ярослав на Костянтина, і заточив його; а сина свого Володимира посадив у Новгороді.

На думку Олександра Назаренка був новгородським князем з серпня 1018 до 1019/1020 року. Близького датування дотримується Леонтій Войтович — 1019—1020 роки. Валентин Янін відносить княжіння до 1030—1034 років.
Назаренко також виснув гіпотезу, що Ілля був «сином короля Русі», жінкою якого була Естрід (Маргарита) Данська (від її шлюбу з ярлом Ульвом веде початок династія Естрідсенів, що правили в Данії). Тоді шлюб, на його думку, міг бути укладений лише близько 1019 року.
В існуванні Іллі сумнівається багато істориків. Зокрема Олексій Карпов вважав, що Ілля — це хрещене ім'я іншого сина Ярослава, новгородского князя Володимира. Проте, якщо Ілля справді існував, він міг народитися лише від гіпотетичного першого шлюбу Ярослава Мудрого з Анною, яка згадується у хроніці Тітмара Мерзебурзького під 1018 роком. Згідно з цією хронікою, вона потрапила в полон до Болеслава I Хороброго, що здійснив напад на Київ, де знаходилися «мачуха названого короля, його дружина і 9 сестер». З Інгігердою Ярослав одружився лише 1019 року.
Можливо в Іллі було інше язичницьке ім'я, яке до нас не дійшло.

## Сім'я
- Батько: Ярослав Мудрий, великий князь київський.
- Мати: Анна